# Molybdänphosphid
Molybdänphosphid ist eine anorganische chemische Verbindung des Molybdäns aus der Gruppe der Phosphide. Neben diesem sind mit Trimolybdänphosphid Mo3P und Molybdändiphosphid MoP2 mindestens noch zwei weitere Molybdänphosphide bekannt.

## Gewinnung und Darstellung
Molybdänphosphid kann durch Reaktion von Molybdän mit Phosphor gewonnen werden. Wöhler und Rautenberg erhielten die Verbindung durch Reaktion von Molybdäntrioxid mit Phosphorsäure im Kohletiegel.
{\displaystyle \mathrm {2\ Mo+2\ HPO_{3}+5\ C\longrightarrow 2\ MoP+5\ CO+H_{2}O} }
Es sind noch weitere Synthesemöglichkeiten bekannt.

## Eigenschaften
Molybdänphosphid ist ein grauer bis schwarzer Feststoff. Er besitzt eine Kristallstruktur mit der Raumgruppe P6m2 (Raumgruppen-Nr. 187) die der von Wolframcarbid WC entspricht.

## Verwendung
Molybdänphosphid kann als Katalysator verwendet werden.